# Stellaria humifusa
Stellaria humifusa là loài thực vật có hoa thuộc họ Cẩm chướng. Loài này được Rottb. miêu tả khoa học đầu tiên năm 1770.